# Meta Schmidt
Meta Elisabeth Schmidt (*  24. Juli 1878 in Bremen; † 29. Januar 1941 ebenda) war eine deutsche Pädagogin, Kabarettistin und Frauenrechtlerin.

## Biografie
Schmidt war die Tochter des Graveurs Andreas Friedrich Schmidt (1851–1932) und von Marie Catherine Schmidt, geb. Krüger (1857–1932).
Sie absolvierte die private  Höhere Töchterschule von Kippenberg und dann das angegliederte Lehrerinnenseminar. 1897 bestand sie das Lehrerinnenexamen. Ein Jahr in England und sieben Jahre in Argentinien als Lehrerin und Erzieherin vertieften ihre pädagogischen und sprachlichen Fähigkeiten. Danach war sie an bremischen Volksschulen tätig und zudem gab sie Abendkurse in Spanisch. Sie unterrichtete ausschließlich an Knabenschulen. Sie war Mitglied im Verein bremischer Lehrerinnen. 1919 wurde sie in die Lehrerkammer gewählt. Im  Lehrerinnenverein setzte sich für die Mädchenbildung, für die Gleichstellung der Frauen, für Einstellungen von Frauen in den öffentlichen Dienst und für Gehalts- und Pensionsverbesserungen ein.
Schmidt leitete eine Gruppe von Lehrerinnen, die jährlich die von ihr verfassten kabarettistischen Zeitstücke in den Centralhallen in der Düsternstraße (heute Falkenstraße/Bomstraße) in damals Utbremen aufführten. Choreografin für den Tanz war die Ballettmeisterin des Bremer Theaters Fanny Bourgeau. Nach der Machtergreifung der Nationalsozialisten konnte sie 1933 erste Übergriffe der SA noch verhindern. Seit 1935/36 wurde ihr künstlerisches Wirken stärker überwacht und zensiert. Im Januar 1941 wurden die Fensterscheiben ihres Hauses von der SA eingeworfen. Sie zog sich eine Erkältung und eine Lungenentzündung zu und starb an den Folgen.

## Werke
- Sieben Genies suchen einen Operettenkomponisten
- Blauer Dunst, 1933
- Schloß und Hütte, 1934,  Persiflage auf die neuen Rassengesetze und die Vererbungslehre
- Eine Olympiade, 1936, Kritik gegen die von den Nazis propagierte Ideologie der Mütterlichkeit